# Paulo Maló

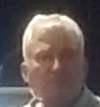
Paulo Maló (2019).

Paulo Maló (Angola) é um dentista e empresário português.
Paulo Maló mudou-se para Portugal na década de 1960 a fim de estudar medicina dentária em Lisboa. Completou a graduação na Faculdade de Medicina Dentária da Universidade de Lisboa em 1989. Em 1995 fundou a Malo Clinic. Descreveu em 2003, juntamente com outros colaboradores, a técnica All-on-4, totalmente baseada em trabalhos e desenvolvimentos anteriores de pesquisadores suecos.
Seu negócio de assistência médica e bem-estar tem sido divulgado na mídia portuguesa.
Em 2019, o Novo Banco assumiu o controle da Malo Clinic, vendendo posteriormente o grupo de clínicas dentárias fundado por Paulo Maló ao fundo Atena Equity Partners. Esta transação foi realizada no âmbito de um Processo Especial de Revitalização (PER), através do qual os credores foram perdoados em mais de € 40 milhões, tendo o Banco Espírito Santo, instituição herdeira, perdoado aproximadamente metade de uma dívida superior a € 51 milhões.
Maló foi condenado em 2021 por dissipação de bens, ocultação de rendimentos, e violação de deveres de insolvência, a pedido da Caixa Geral de Depósitos (CGD) portuguesa, que tentava, sem sucesso, cobrar uma dívida superior a oito milhões de euros há vários anos. Maló foi posteriormente proibido de gerir ativos por seis anos.